# جبهه سرد

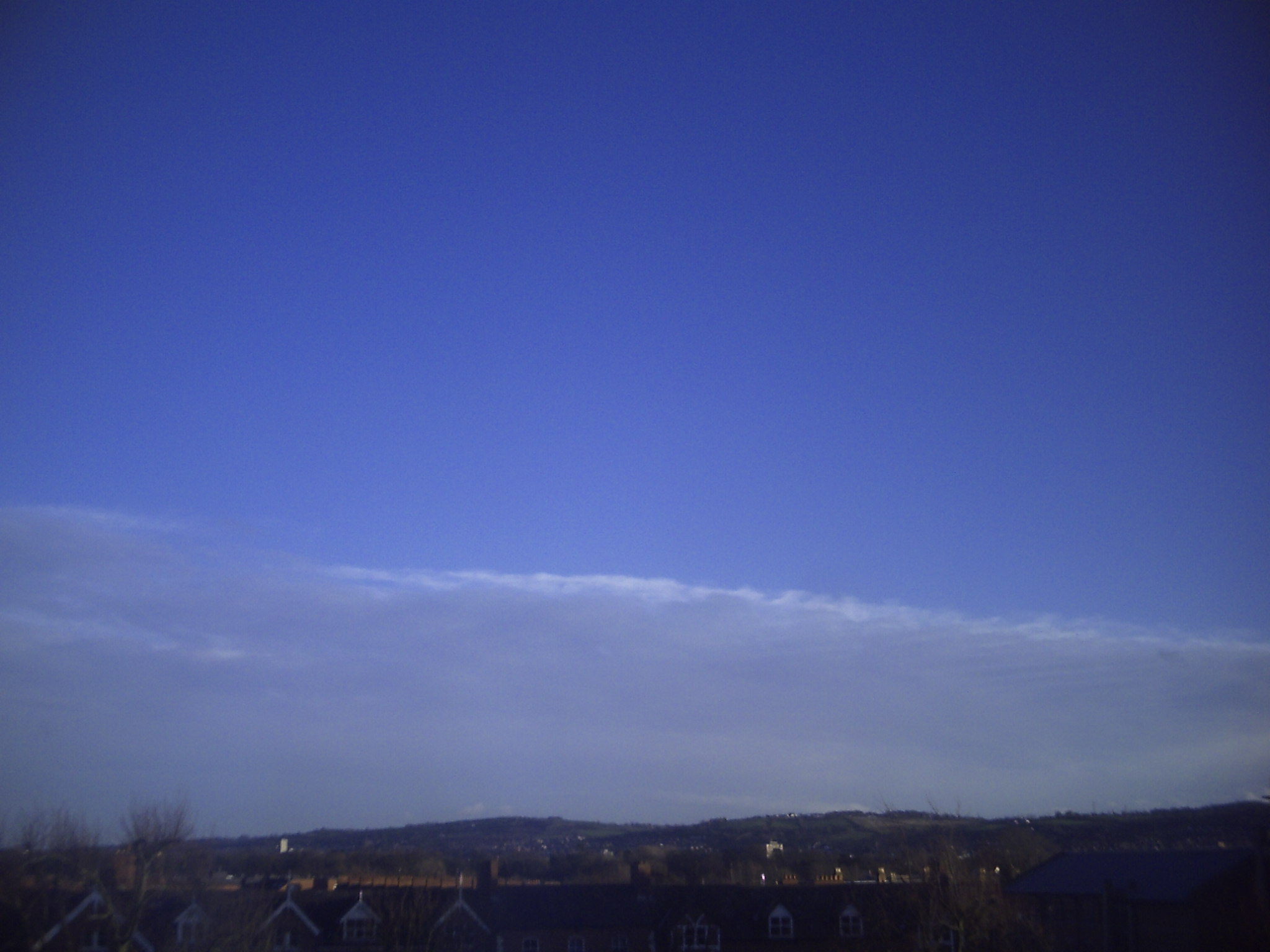
عقب‌نشینی جبهه هوای سرد در مقابل هوای صاف

جبهه سرد خط مرزی در سطح زمین بین یک توده هوای سرد در حال پیشروی و یک توده هوای گرم که در زیر آن هوای سرد به مانند یک کوه فشار می‌آورد، می‌باشد. سطح جبهه‌ای در زاویه شیبدارتری نسبت به مورد جبهه گرم بالا می‌آید عبور یک جبهه سرد از مکانی معمولاً با بالارفتن فشار جوی، نزول دما، تغییر جهت وزش باد در جهت عقربه ساعت، رگبار سنگین باران یا برف مشخص می‌شود.